# Carlo Maurilio Lerici
Carlo Maurilio Lerici, född 1890 i Verona, Italien, död den 12 augusti 1981 i Turin , var en italiensk ingenjör och industriman.

## Biografi
Efter att ha tagit ingenjörsexamen 1913 tjänstgjorde Lerici under första världskriget inom flygvapnet. Han lyckades sedan bygga upp en stor förmögenhet och är känd för sina donationer till forskning och kultur.   Bl. a. har han infört avancerade tekniska hjälpmedel inom arkeologin. Han skänkte också pengar till Italienska kulturinstitutet i Stockholm.
År 1957 grundade han Stiftelsen C. M. Lerici, som har som ändamål att främja utbildning av svensk och italiensk ungdom, samt att främja vetenskaplig och konstnärlig undervisning. Han skapade också viktiga relationer inom den svenska kulturvärlden och var en nyckelperson i kontakterna mellan Italien och Sverige. 